# Henoc Inonga Baka
Henoc Inonga Baka (Kinshasa, 1º novembre 1993) è un calciatore della Repubblica Democratica del Congo, difensore del FAR Rabat e della nazionale congolese.

## Carriera

### Club
Esordisce nella Linafoot, il massimo campionato congolese, con il Renaissance du Congo nel 2016, diventandone il capitano nel 2017.
Nel 2018 si trasferisce al Motema Pembe, contribuendo alla vittoria della Coupe de République démocratique du Congo nel 2021.
Il 15 agosto 2021 si trasferisce al Simba, partecipante alla Ligi Kuu Bara (massimo campionato della Tanzania). Con la squadra di Dar es Salaam vince la Supercoppa di Tanzania nel 2023.

### Nazionale
Ha esordito nel 2021 con la RD del Congo, giocando 4 partite nel Campionato delle nazioni africane.
Il 27 dicembre 2023 viene convocato per partecipare alla Coppa delle nazioni africane. Gioca titolare le prime due partite del girone, contro Zambia e Marocco.

## Statistiche

### Cronologia presenze e reti in nazionale
| Cronologia completa delle presenze e delle reti in nazionale ― RD del Congo | Cronologia completa delle presenze e delle reti in nazionale ― RD del Congo | Cronologia completa delle presenze e delle reti in nazionale ― RD del Congo | Cronologia completa delle presenze e delle reti in nazionale ― RD del Congo | Cronologia completa delle presenze e delle reti in nazionale ― RD del Congo | Cronologia completa delle presenze e delle reti in nazionale ― RD del Congo | Cronologia completa delle presenze e delle reti in nazionale ― RD del Congo | Cronologia completa delle presenze e delle reti in nazionale ― RD del Congo |
| Data                                                                        | Città                                                                       | In casa                                                                     | Risultato                                                                   | Ospiti                                                                      | Competizione                                                                | Reti                                                                        | Note                                                                        |
| --------------------------------------------------------------------------- | --------------------------------------------------------------------------- | --------------------------------------------------------------------------- | --------------------------------------------------------------------------- | --------------------------------------------------------------------------- | --------------------------------------------------------------------------- | --------------------------------------------------------------------------- | --------------------------------------------------------------------------- |
| 17-1-2021                                                                   | Yaoundè                                                                     | RD del Congo                                                                | 1 – 0                                                                       | Rep. del Congo                                                              | Campionato delle Nazioni Africane 2020 - 1º turno                           | -                                                                           |                                                                             |
| 21-1-2021                                                                   | Douala                                                                      | Libia                                                                       | 1 – 1                                                                       | RD del Congo                                                                | Campionato delle Nazioni Africane 2020 - 1º turno                           | -                                                                           |                                                                             |
| 25-1-2021                                                                   | Yaoundè                                                                     | Niger                                                                       | 1 – 2                                                                       | RD del Congo                                                                | Campionato delle Nazioni Africane 2020 - 1º turno                           | -                                                                           |                                                                             |
| 30-1-2021                                                                   | Douala                                                                      | RD del Congo                                                                | 1 – 2                                                                       | Camerun                                                                     | Campionato delle Nazioni Africane 2020 - Quarti                             | -                                                                           | 0’                                                                          |
| 29-3-2021                                                                   | Kinshasa                                                                    | RD del Congo                                                                | 1 – 0                                                                       | Gambia                                                                      | Qual. Coppa d'Africa 2021                                                   | -                                                                           | 67’                                                                         |
| 11-6-2021                                                                   | Tunisi                                                                      | RD del Congo                                                                | 1 – 1                                                                       | Mali                                                                        | Amichevole                                                                  | -                                                                           |                                                                             |
| 23-9-2022                                                                   | Casablanca                                                                  | RD del Congo                                                                | 0 – 1                                                                       | Burkina Faso                                                                | Amichevole                                                                  | -                                                                           |                                                                             |
| 27-9-2022                                                                   | Casablanca                                                                  | RD del Congo                                                                | 3 – 0                                                                       | Sierra Leone                                                                | Amichevole                                                                  | -                                                                           |                                                                             |
| 14-6-2023                                                                   | Douala                                                                      | RD del Congo                                                                | 1 – 0                                                                       | Uganda                                                                      | Amichevole                                                                  | -                                                                           |                                                                             |
| 12-9-2023                                                                   | Johannesburg                                                                | Sudafrica                                                                   | 1 – 0                                                                       | RD del Congo                                                                | Amichevole                                                                  | -                                                                           |                                                                             |
| 17-10-2023                                                                  | Lisbona                                                                     | Angola                                                                      | 1 – 1                                                                       | RD del Congo                                                                | Amichevole                                                                  | -                                                                           |                                                                             |
| 15-11-2023                                                                  | Kinshasa                                                                    | RD del Congo                                                                | 2 – 0                                                                       | Mauritania                                                                  | Qual. Mondiali 2026                                                         | -                                                                           | 86’                                                                         |
| 19-11-2023                                                                  | Benina                                                                      | Sudan                                                                       | 1 – 0                                                                       | RD del Congo                                                                | Qual. Mondiali 2026                                                         | -                                                                           |                                                                             |
| 6-1-2024                                                                    | Dubai                                                                       | RD del Congo                                                                | 1 – 1                                                                       | Angola                                                                      | Amichevole                                                                  | -                                                                           |                                                                             |
| 21-1-2024                                                                   | San Pédro                                                                   | RD del Congo                                                                | 1 – 1                                                                       | Zambia                                                                      | Coppa d'Africa 2023 - 1º turno                                              | -                                                                           |                                                                             |
| 24-1-2024                                                                   | San Pédro                                                                   | Marocco                                                                     | 1 – 1                                                                       | RD del Congo                                                                | Coppa d'Africa 2023 - 1º turno                                              | -                                                                           | 46’                                                                         |
| 28-1-2024                                                                   | San-Pedro                                                                   | Egitto                                                                      | 1 – 1 dts (7 - 8 dtr)                                                       | RD del Congo                                                                | Coppa d'Africa 2023 - Ottavi di finale                                      | -                                                                           | 65’                                                                         |
| 2-2-2024                                                                    | Abidjan                                                                     | RD del Congo                                                                | 3 – 1                                                                       | Guinea                                                                      | Coppa d'Africa 2023 - Quarti di finale                                      | -                                                                           |                                                                             |
| 7-2-2024                                                                    | Abidjan                                                                     | Costa d'Avorio                                                              | 1 – 0                                                                       | RD del Congo                                                                | Coppa d'Africa 2023 - Semifinale                                            | -                                                                           |                                                                             |
| 6-6-2024                                                                    | Diamniadio                                                                  | Senegal                                                                     | 1 – 1                                                                       | RD del Congo                                                                | Qual. Mondiali 2026                                                         | -                                                                           |                                                                             |
| 9-6-2024                                                                    | Kinshasa                                                                    | RD del Congo                                                                | 1 – 0                                                                       | Togo                                                                        | Qual. Mondiali 2026                                                         | -                                                                           |                                                                             |
| 6-9-2024                                                                    | Kinshasa                                                                    | RD del Congo                                                                | 1 – 0                                                                       | Guinea                                                                      | Qual. Coppa d'Africa 2025                                                   | -                                                                           |                                                                             |
| 9-9-2024                                                                    | Dar-es-Salaam                                                               | Etiopia                                                                     | 0 – 2                                                                       | RD del Congo                                                                | Qual. Coppa d'Africa 2025                                                   | -                                                                           |                                                                             |
| 10-10-2024                                                                  | Kinshasa                                                                    | RD del Congo                                                                | 1 – 0                                                                       | Tanzania                                                                    | Qual. Coppa d'Africa 2025                                                   | -                                                                           |                                                                             |
| 15-10-2024                                                                  | Dar es Salaam                                                               | Tanzania                                                                    | 0 – 2                                                                       | RD del Congo                                                                | Qual. Coppa d'Africa 2025                                                   | -                                                                           |                                                                             |
| 16-11-2024                                                                  | Abidjan                                                                     | Guinea                                                                      | 1 – 0                                                                       | RD del Congo                                                                | Qual. Coppa d'Africa 2025                                                   | -                                                                           |                                                                             |
| 19-11-2024                                                                  | Kinshasa                                                                    | RD del Congo                                                                | 1 – 2                                                                       | Etiopia                                                                     | Qual. Coppa d'Africa 2025                                                   | -                                                                           |                                                                             |
| Totale                                                                      |                                                                             | Presenze                                                                    | 27                                                                          |                                                                             | Reti                                                                        | 0                                                                           |                                                                             |

## Palmarès

### Club

#### Competizioni nazionali
- Coupe de République démocratique du Congo: 1

Motema Pembe: 2021
- Supercoppa della Tanzania: 1

Simba: 2023